# Рональд Дофінг
Рональд Дофінг (англ. Ronald Dofing) — люксембурзький дипломат. Надзвичайний і Повноважний посол Люксембургу в Чехії та в Україні за сумісництвом.

## Життєпис
Навчався в Сорбонні в Парижі та в Інституті Європейського університету у Флоренції.
Близько 30 років працював на дипломатичній службі в Люксембургу. Працював в Брюсселі як тимчасовий член Секретаріату Європейської Ради, мав змогу спостерігати зміцнення зв’язків між Європейським Союзом та Азією та створення ASEM. Повернувшись до Постійного представництва Люксембургу, брав активну участь у процесі розширення ЄС до держав Центральної та Східної Європи, кульмінацією якого стали вступи у 2004 та 2007 роках.
У 2005 році був призначений послом Люксембургу в Польщі, заснувавши посольство Великого Герцогства у Варшаві з його спільною акредитацією в Латвії та Литві. Згодом з 2010 року був призначений послом в Греції, після повернувся до штаб-квартири Міністерства закордонних справ у Люксембурзі, де працював тематичним послом з міжнародної міграції, а також послом-нерезидентом у Болгарії
. У 2021 році був призначений Послом Люксембургу в Чехії з акредитацією в Естонії та в Україні.
9 листопада 2023 року вручив копії вірчих грамот заступникові міністра закордонних справ України Євгену Перебийносу
10 листопада 2023 року вручив вірчі грамоти Президенту України Володимиру Зеленському